# Гудерайт, Марсия
Ма́рсия Гу́дерайт (англ. Marcia Gudereit; 8 сентября 1965, Мус-Джо, Саскачеван, Канада) (до 1994 — Ма́рсия Ши́мл, англ. Marcia Schiml) — канадская кёрлингистка.
В составе команды скипа Сандры Шмирлер победила на Олимпийских играх 1998 года и трижды на чемпионатах мира; с той же командой и в составе других — неоднократный победитель чемпионата Канады.
В 1999 году была вместе со всей командой Шмирлер введена в Зал славы канадского кёрлинга. В 2000 году была вместе со всей командой Шмирлер введена в Зал спортивной славы Канады (англ. Canadian Sports Hall of Fame) (они были первыми из кёрлингистов-женщин, введённых в этот Зал славы). В 2022 году введена в Международный зал славы кёрлинга Всемирной федерации кёрлинга, одновременно туда были введены ещё двое участников чемпионской команды — Джоан Маккаскер и Джен Беткер, ранее в 2009 в Международный зал славы кёрлинга была введена Сандра Шмирлер (посмертно).
Амбидекстер — т. е. одинаково хорошо пишет обеими руками (но в кёрлинге для броска использует только правую руку).
Работает старшим системным аналитиком в канадской страховой компании en:The Co-operators Group Limited и Online Business Systems.

## Команды
| Сезон   | Четвёртый       | Третий          | Второй                          | Первый          |
| ------- | --------------- | --------------- | ------------------------------- | --------------- |
| 1990—91 | Сандра Питерсон | Джен Беткер     | Джоан Инглиш                    | Марсия Шимл     |
| 1992—93 | Сандра Питерсон | Джен Беткер     | Джоан Маккаскер                 | Марсия Шимл     |
| 1993—94 | Сандра Питерсон | Джен Беткер     | Джоан Маккаскер                 | Марсия Гудерайт |
| 1994—95 | Сандра Питерсон | Джен Беткер     | Джоан Маккаскер                 | Марсия Гудерайт |
| 1996—97 | Сандра Шмирлер  | Джен Беткер     | Джоан Маккаскер                 | Марсия Гудерайт |
| 1997—98 | Сандра Шмирлер  | Джен Беткер     | Джоан Маккаскер                 | Марсия Гудерайт |
| 2003—04 | Джен Беткер     | Sherry Linton   | Джоан Маккаскер                 | Марсия Гудерайт |
| 2004—05 | Джен Беткер     | Sherry Linton   | Джоан Маккаскер                 | Марсия Гудерайт |
| 2005—06 | Джен Беткер     | Sherry Linton   | Джоан Маккаскер Джолин Кэмпбелл | Марсия Гудерайт |
| 2006—07 | Джен Беткер     | Nancy Inglis    | Лана Вэй                        | Марсия Гудерайт |
| 2007—08 | Джолин Кемпбелл | Sherry Linton   | Allison Slupski                 | Марсия Гудерайт |
| 2011—12 | Джен Беткер     | Марсия Гудерайт | Джоан Маккаскер                 | Sherry Linton   |

(скипы выделены полужирным шрифтом)
(см. также )